# بنك سانتاندر
بنكو سانتاندر  ، هي شركة إسبانية متعددة الجنسيات الخدمات المالية مقرها في مدريد وسانتاندر في إسبانيا. بالإضافة إلى ذلك، تحتفظ سانتاندر بوجودها في معظم المراكز المالية العالمية باعتبارها 19 أكبر مؤسسة مصرفية في العالم. على الرغم من أنها معروفة بعملياتها المصرفية الأوروبية ، فقد وسعت عملياتها في أمريكا الشمال والجنوبية ، وأحدثًا في آسيا القارية. يعتبر مجلس الاستقرار المالي بنكًا مهمًا من الناحية النظامية. ‎es‏
العديد من الشركات التابعة، مثل دير الوطنية، تم تغيير علامتها التجارية تحت اسم سانتاندر. الشركة هي أحد مكونات يورو ستوكس 50 مؤشر سوق الأسهم. في يونيو 2023 ، احتل سانتاندر المرتبة 49 في فوربس جلوبال 2000 قائمة أكبر الشركات العامة في العالم. سانتاندر هو أكبر بنك في إسبانيا.
يرأس بانكو سانتاندر آنا باتريشيا بوت أوشن-سانز دي سوتولا أوشي ابنة وحفيدة الرؤساء السابقين إميليو بوتين-سانز دي سوتولا وغارك إرما دي لوس آرموس و إميليو بوت أوشن-سانز دي سوتولا ل أوشبيز، على التوالي.
وقد تم تعيين سانتاندر كمؤسسة هامة منذ بدء نفاذ الإشراف المصرفي الأوروبي في أواخر عام 2014 ، ونتيجة لذلك يتم الإشراف عليها مباشرة من قبل البنك المركزي الأوروبي.

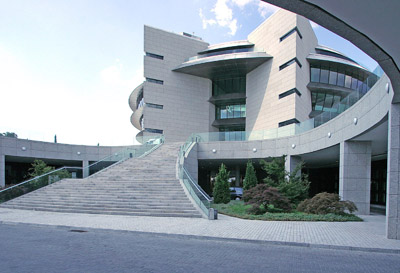
"سيوداد فينانسييرا دي بواديلا" ، المقر الرئيسي في مدريد, إسبانيا.

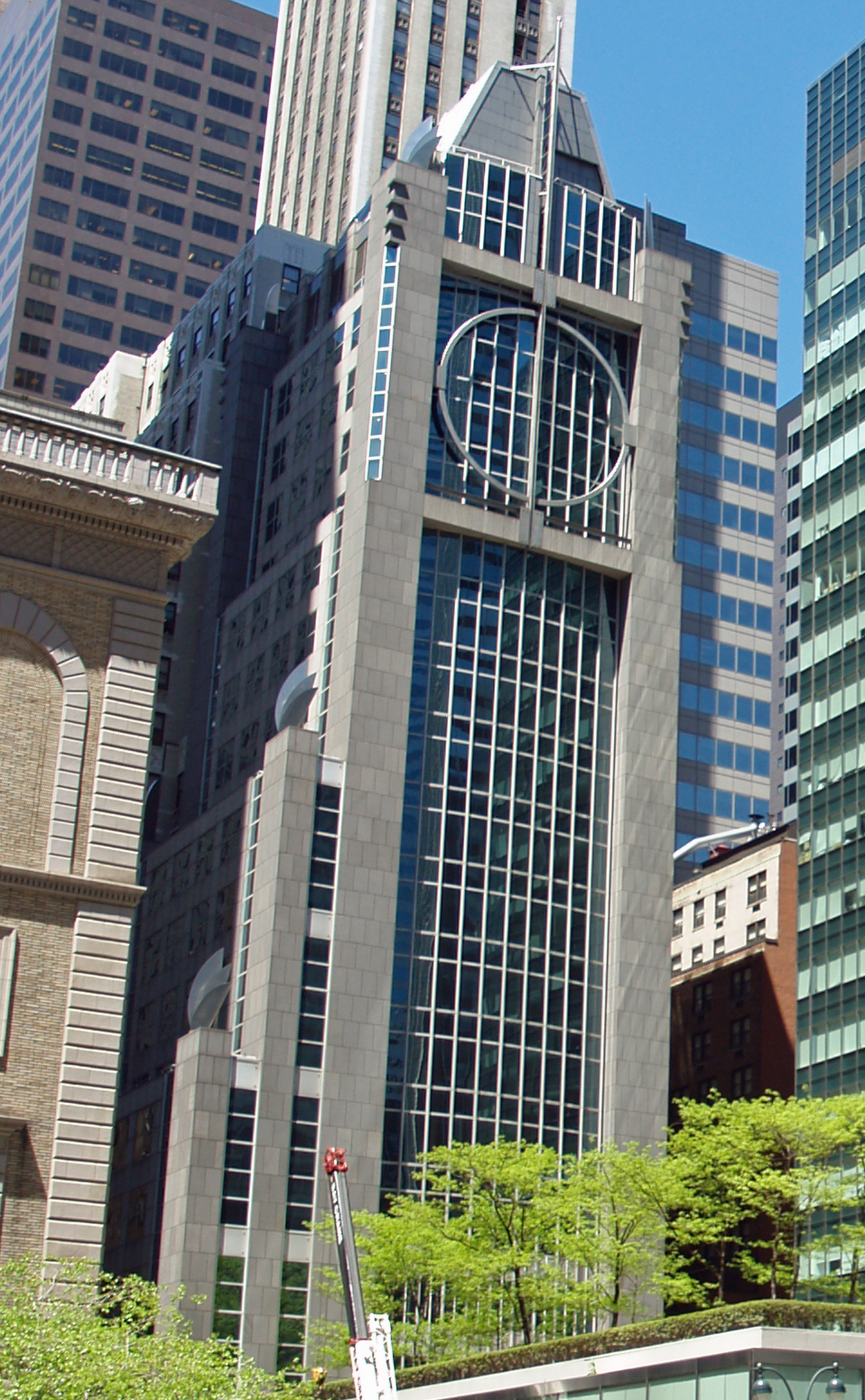
"مبنى بانكو سانتاندر" في شارع 53، نيويورك ، سابقا مقر البنك في الولايات المتحدة

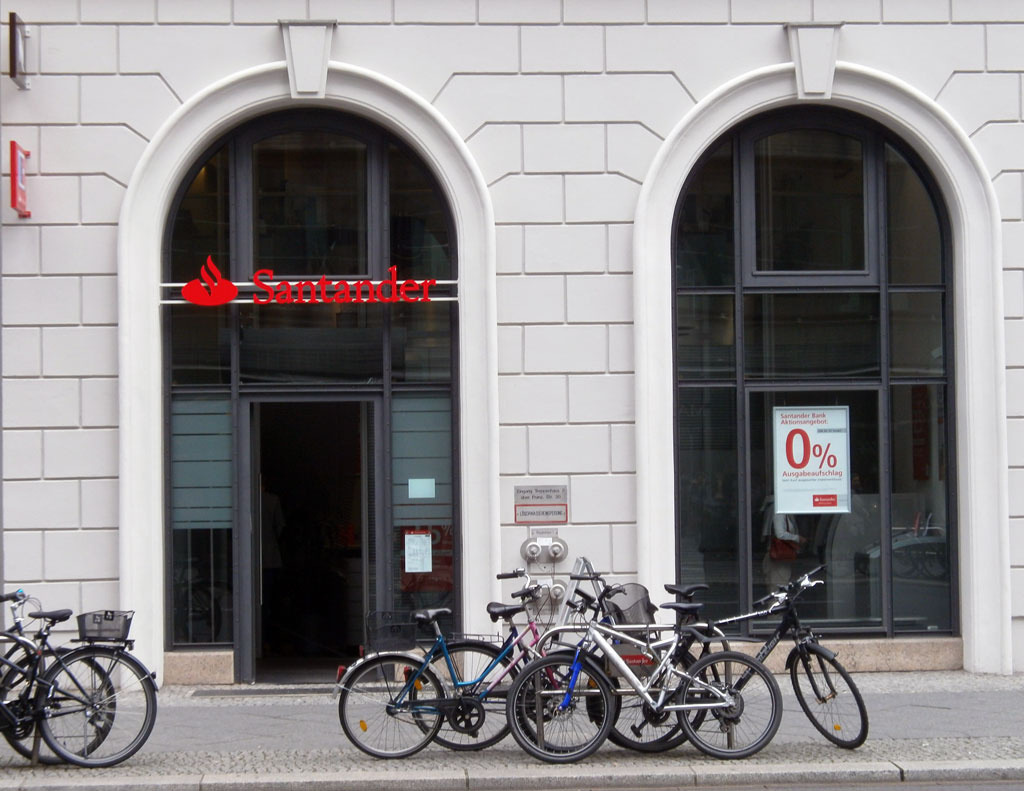
فرع سانتاندر في برلين, ألمانيا

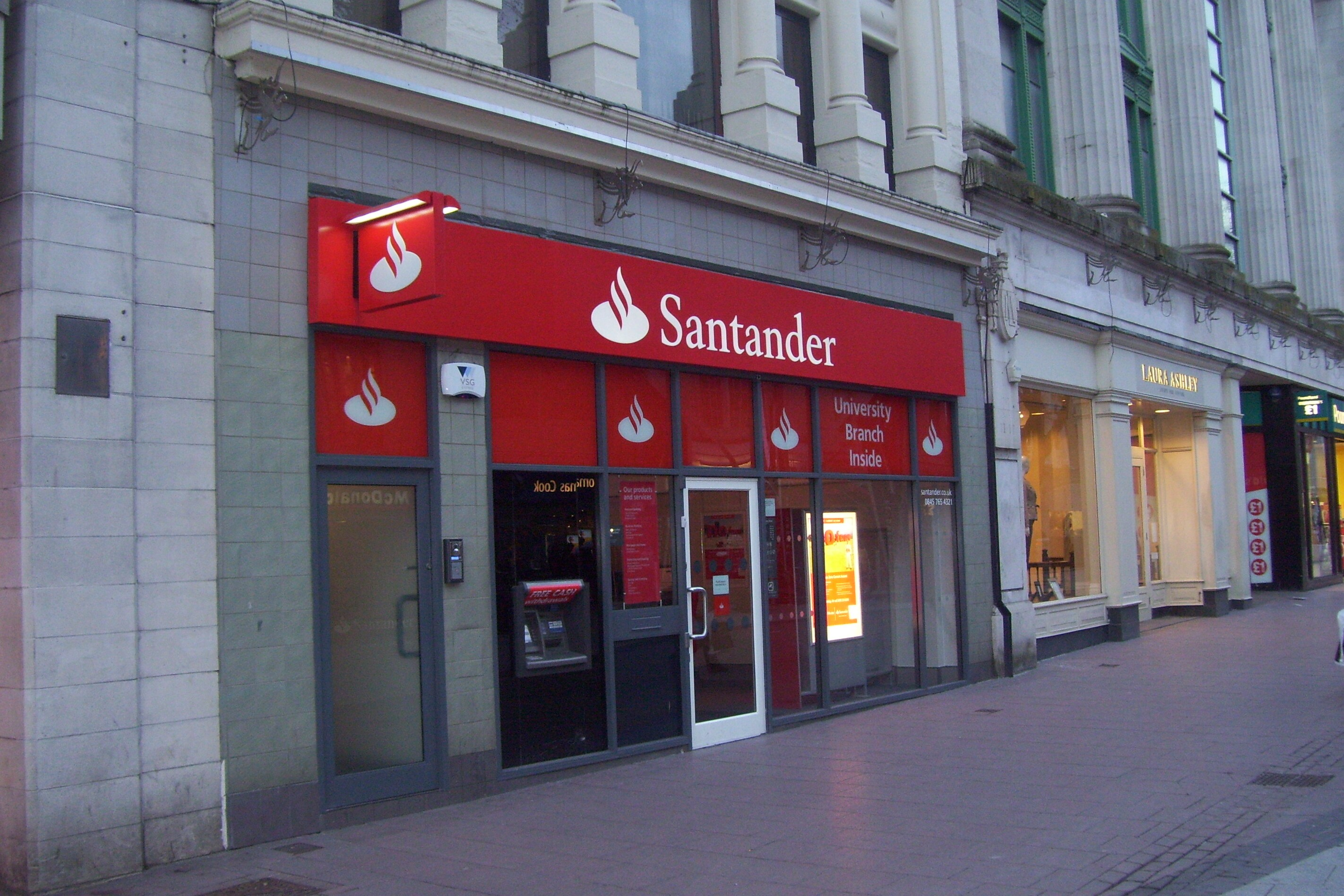
فرع سانتاندر في كارديف, ويلز

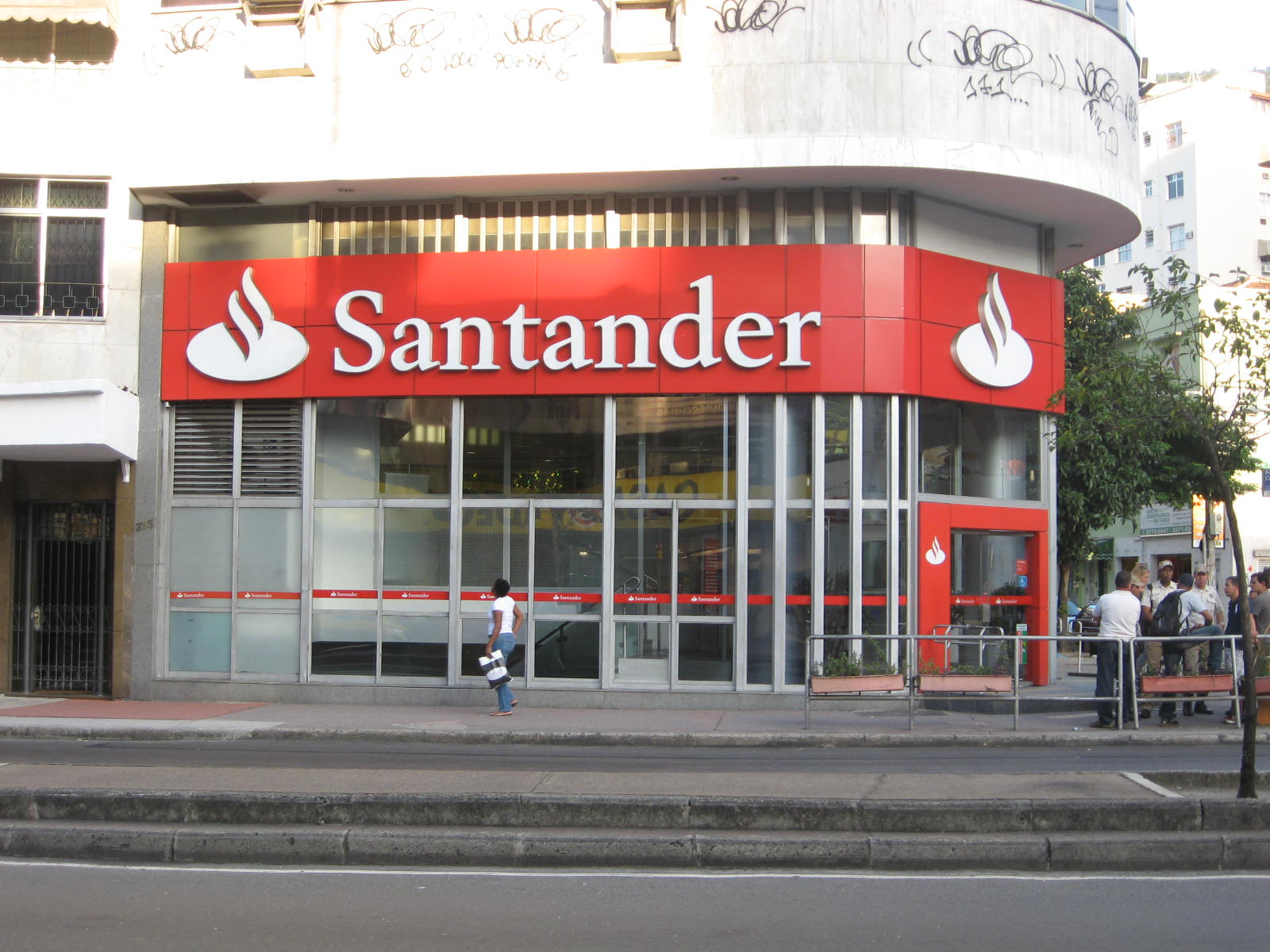
فرع سانتاندر في ريو دي جانيرو, البرازيل

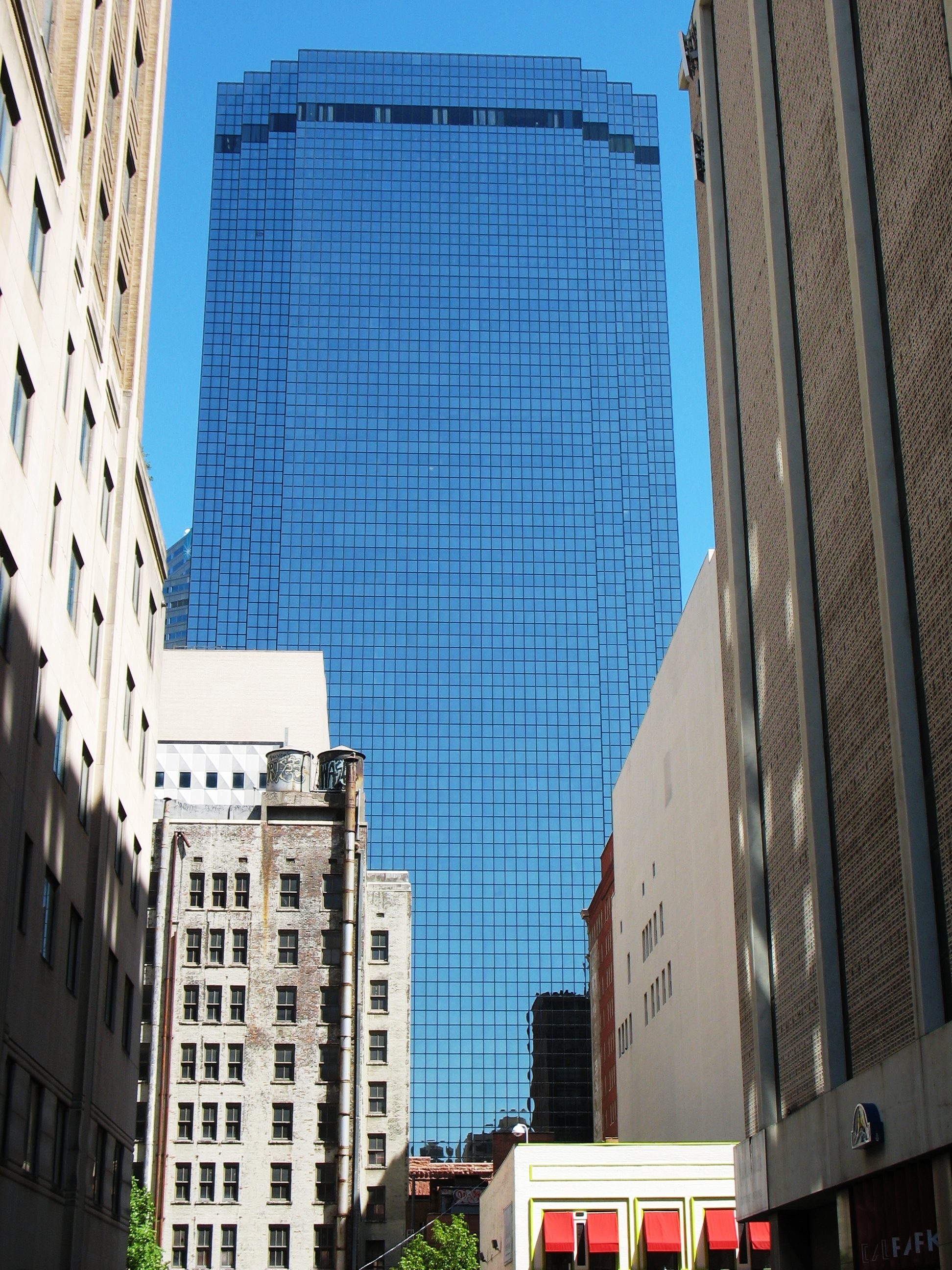
برج سانتاندير في دالاس، تكساس

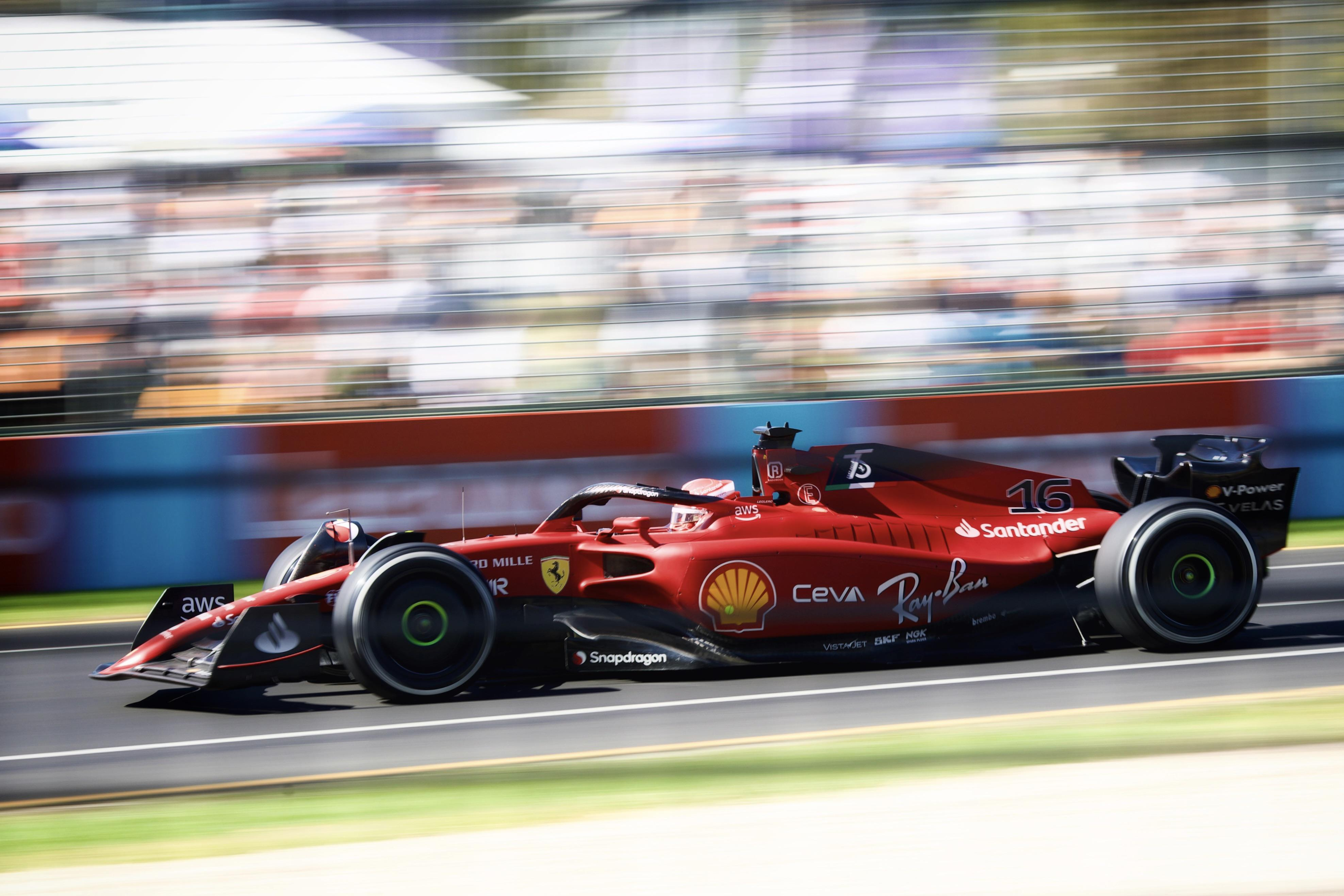
ال فيراري إف 1-75, سيارة فورمولا 1 برعاية سانتاندر

## أنظر أيضاً
- مجموعة البنوك إنتر ألفا
- قائمة المؤسسات المصرفية في أوروبا
- قائمة البنوك في إسبانيا

## الاستشهادات
1. ↑  وصلة مرجع: https://www.unepfi.org/net-zero-banking/members/. الوصول: 23 أغسطس 2024.
2. ↑  وصلة مرجع: https://www.lobbyfacts.eu/datacard/banco-santander-sa?rid=799142914971-03.
3. 1 2  "Santander 2023 Annual Report". US Securities and Exchange Commission. 21 فبراير 2024. مؤرشف من الأصل في 2024-09-24. اطلع عليه بتاريخ 2024-02-23.
4. ↑  ولز، جون. (2008). قاموس النطق لونجمان (ط. 3). لونجمان. ISBN:978-1-4058-8118-0.
5. ↑  Jones، Daniel (2011). Roach، Peter؛ Setter، Jane؛ Esling، John (المحررون). Cambridge English Pronouncing Dictionary (ط. 18). Cambridge University Press. ISBN:978-0-521-15255-6. {{استشهاد}}: يحتوي الاستشهاد على وسيط غير معروف وفارغ: |(empty string)= (مساعدة)
6. ↑  "Santander | Company Overview & News". Forbes (بالإنجليزية). Archived from the original on 2023-06-12. Retrieved 2023-06-12.
7. ↑  "BBVA, a Spanish bank, reinvents itself as a digital business". ذي إيكونوميست. 14 أكتوبر 2017. مؤرشف من الأصل في 2017-10-13. اطلع عليه بتاريخ 2017-10-13.
8. ↑  "The list of significant supervised entities and the list of less significant institutions" (PDF). European Central Bank. 4 سبتمبر 2014. مؤرشف (PDF) من الأصل في 2023-11-07. اطلع عليه بتاريخ 2023-11-07.
9. ↑  "List of supervised entities" (PDF). European Central Bank. 1 يناير 2023. مؤرشف (PDF) من الأصل في 2023-11-07. اطلع عليه بتاريخ 2023-11-07.